# Prirodoslovni muzej, London
Prirodoslovni muzej (angleško Natural History Museum) je muzej prirodoslovja, ki stoji v muzejski četrti Londona na ulici Exhibition Road. Je eden od treh velikih muzejev na omenjeni ulici: druga dva sta Muzej znanosti (Science Museum) ter Muzej Victoria and Albert (Victoria and Albert Museum), ki je največji muzej dekorativnih umetnosti na svetu.
Celotna zbirka obsega približno 70 milijonov predmetov, ki so razdeljeni na pet glavnih zbirk s področij botanike, entomologije, mineralogije, paleontologije in zoologije. Mnogi predmeti imajo veliko zgodovinsko in znanstveno vrednost, kot so recimo vzorci, ki sta jih zbrala Charles Darwin na popotovanju z ladjo Beagle in Joseph Banks na popotovanju s HMS Endeavour. Poleg tega je muzej svetovni referenčni center za raziskave na področju taksonomije ter identifikacije in konzervacije vzorcev, v njem pa je tudi velika knjižnica, ki hrani redko gradivo s prirodoslovnih področij; dostop do knjižnice je možen ob predhodnem dogovoru.
Muzej je nastal na pobudo paleontologa Richarda Owena zaradi prostorske stiske v Britanskem muzeju. Stavbo muzeja je projektiral Alfred Waterhouse, eden pomembnejših arhitektov v času viktorijanske neogotike. Gradnja muzeja je potekala v letih od 1873-1880, odprli pa so ga leta 1881. Leta 1986 je del muzeja postal tudi Geološki muzej (Geological Museum). Najnovejša pridobitev muzeja je Darwinov center, ki hrani dragocene primerke; za javnost so ga odprli leta 2002. Zaradi izrednih primerkov okostij dinozavrov, kot so ogromni diplodoki in slikovite arhitekture je muzej dobil vzdevek katedrala narave.
Kot vsi javni muzeji v Združenem kraljestvu je tudi Prirodoslovni muzej javno financiran, zato se obiskovalcem ne zaračuna vstopnine, razen v primeru posebnih razstav.

## Galerija
- Glavna dvorana muzeja
- Okostje diplodoka
- Beloglavi jastreb (Gyps fulvus)